# Fondazione Ignaz e Mischa Epper
La Fondazione Ignaz e Mischa Epper Ascona (Svizzera).
Nata nel 1980, la Fondazione ha lo scopo di “custodire, curare e rendere accessibile al pubblico l’opera artistica di Ignaz Epper  e di Mischa Epper, vissuti ad Ascona a partire dal 1930. Ignaz Epper, insieme a Fritz Eduard Pauli e a Johann Robert Schürch, è uno dei più noti esponenti del movimento espressionista in Svizzera e in Germania. La sua opera comprende una vasta produzione grafica (disegno e stampe xilografiche) e un'altrettanta vasta produzione nell'ambito pittorico. Mischa Epper, meno nota in quanto non ha potuto beneficiare di una vera e propria carriera, è un'artista transdisciplinare la cui opera è oggetto di una riscoperta e valorizzazione a partire dal 2024. Le sue opere attraversano i medium espressivi più svariati ed hanno come denominatore comune un riferimento più o meno esplicito all'ambito psicanalitico. I coniugi Epper sono in costante contatto con la cerchia di Carl Gustav Jung, frequentano regolarmente gli incontri di Eranos, e mantengono una corrispondenza con alcune delle personalità incontrate in questo contesto.
La Fondazione nasce per desiderio di Mischa Epper che negli ultimi dieci anni di vita allestisce anche un archivio delle sue opere - e in special modo di quelle del marito -,  delle quali allestisce un vero e proprio inventario.
La sede della Fondazione è stata la casa museo dei coniugi Epper in via Albarelle sul lungolago di Ascona dal 1980  fino all’autunno 2020, quando si è reso necessario il trasferimento in un luogo più confacente alla conservazione ed alla diffusione del suo patrimonio. La nuova sede è stata individuata in via Carrà dei Nasi al secondo piano dell'edificio della Fondazione Rolf Gérard. Il cambiamento di sede ha implicato la necessità di dare il via ad un processo di valorizzazione che comprende il riallestimento e la digitalizzazione degli archivi.